# Роботы (мультфильм)
«Ро́боты» (англ. Robots) — американский полнометражный компьютерно-анимационный фильм 2005 года, созданный студией Blue Sky Studios.

## Сюжет

Поршень и Клёпка

В мире, населённом разумными роботами, живёт молодой талантливый изобретатель Родни Нержавейкин. Он с детства боготворит Бигвелда — мудрого предпринимателя, поощряющего новые таланты. Родни разрабатывает небольшое, тоже разумное, летательное устройство, чтобы помочь своему отцу на работе, но оно от волнения даёт сбой и сеет вокруг хаос, из-за чего отец Родни остаётся в долгах. Желая заработать и помочь ему по-настоящему, Родни решает поехать в большой город в надежде представить это устройство компании «Бигвелд Индастриз». Его прогоняет нынешний глава компании Поршень, который в отсутствие Бигвелда прекратил производство запасных частей в пользу дорогостоящих улучшений, тем самым «перехитрив» роботов, что не могут или не хотят за них платить. Мать Поршня, мадам Керогаз, управляет фабрикой по переработке утильсырья — местом, куда собирают лом (а иногда и устаревших роботов) и переплавляют, чтобы создавать слитки для улучшений.
Родни заводит дружбу с устаревшим роботом Тормозом, починив ему шею, и новый знакомый забирает его в ночлежку, населенную таким же «старьём», как и Тормоз. Слухи о мастерстве Родни распространяются со скоростью света, и он становится местным героем после того, как чинит множество бедняков. Тем не менее, в конечном итоге друзья не могут справиться со спросом из-за нехватки запасных частей. Рассчитывая заручиться помощью Бигвелда, Родни и Тормоз проникают на его благотворительный бал, но там Поршень объявляет, что Бигвелд не будет присутствовать. В ярости Родни публично обличает Поршня, а тот приказывает своей службе безопасности устранить его. Родни спасает девушка по имени Клёпка, работающая в компании и выступающая против планов Поршня. Тормоз же знакомится на балу с милой особой по имени Лоретта Шестерёнка и после окончания вечера провожает её до дома. По дороге обратно его захватывает и привозит на свалку Уборщик, транспорт для сборки металлолома. Здесь он подслушивает план мадам Керогаз и Поршня по уничтожению устаревших моделей во всём городе.
Тем временем Родни и Клёпка отправляются в особняк Бигвелда, где в конце концов находят его и рассказывают, что происходит в компании. Бигвелд объясняет, что жадность и деловое чутьё Поршня взяли верх над его принципами, и говорит им уйти. Подавленный Родни звонит родителям и хочет вернуться, но отец, умудрённый личным опытом, призывает его бороться за мечты до самого конца, иначе он проведет остаток своей жизни, сожалея об этом. Тормоз возвращается после побега со свалки и раскрывает дьявольский заговор всем друзьям из ночлежки, в том числе и Родни с Клёпкой. К ним присоединяется Бигвелд, осознавший, как много он и его идеалы значили для Родни.
В своей компании Бигвелд увольняет Поршня, но Поршень лишает его сознания. Родни, его изобретение и Клёпка выручают Бигвелда и убегают от погони в лице охраны. Так получается, что Бигвелд попадает на мусоросжигательный завод мадам Керогаз, и Родни с друзьями и толпой устаревших моделей, когда-то им починенных, сражаются против армии Уборщиков. В итоге мадам Керогаз погибает, а Поршень в определённом смысле выходит из игры. Снова взяв под свой контроль «Бигвелд Индастриз», Бигвелд обещает предоставить запасные части для каждого из роботов.
Позже Бигвелд проводит публичную церемонию в городе Родни, где назначает его своим новым заместителем и возможным преемником. Родни снабжает своего отца новыми запасными частями и помогает ему исполнить мечту об игре на музыкальном инструменте. Хоть у отца Родни всё получается не сразу, он уверенно начинает играть, и на площади танцуют все собравшиеся.

## Роли озвучивали
- Юэн Макгрегор — Родни Нержавейкин, главный протагонист мультфильма. Начинающий изобретатель. Хорошо разбирается в технике и чинит бедных роботов.
- Мел Брукс — мистер Бигвелд, глава корпорации Bigweld Industries (в прошлом — талантливый изобретатель). Толстый. Перед встречей с Родни, он пребывал в депрессии из-за действий Мадам Керогаз. Его девиз: «Есть задача — реши её!» (англ. See a need, fill a need!).
- Робин Уильямс — Тормоз. Его биография в фильме не излагается, известно только, что в прошлом его звали Бампер. В настоящее время он бездомный, а его отличительная особенность — то, что он постоянно разваливается на части. Стал лучшим другом Родни после того, как тот починил ему шею.
- Грег Киннир — Финеас Поршень, второстепенный антагонист мультфильма. Весьма амбициозный, надменный, алчный и эгоцентричный. Сын Мадам Керогаз, её партнёр и сторонник. Главный соперник Родни Нержавейкина. Захватил бразды правления в созданной Бигвелдом фирме, а самого Бигвелда отстранил от дел и замышляет уничтожить. В финале был побеждён Родни и его друзьями, в результате чего разделил участь своего отца — лишился своего нового корпуса и был подвешен цепями на трубу, где висит его отец.
- Хэлли Берри — Клёпка, очаровательная молодая особа, работающая в корпорации Бигвелда. Очень неодобрительно относится к планам Поршня и помогает Родни найти и вернуть Бигвелда. К концу мультфильма влюбляется в Родни.
- Аманда Байнс — Пайпер, сестра Тормоза, очень бойкая и весёлая. У неё косички-пружины, которые она может использовать как оружие в драке. Влюблена в Родни. В начале общения с Родни откровенно флиртовала с ним.
- Дженнифер Кулидж — тётя Феня, добродушная толстушка. Содержит ночлежку для устаревших роботов.
- Джим Бродбент — Мадам Керогаз, главный антагонист мультфильма. Мать Поршня, его партнёрша и босс. Злобная, тираническая и сумасшедшая хозяйка фабрики по переработке утильсырья и главная соперница Бигвелда. Фактически именно она стоит за спиной своего честолюбивого, но не особо умного сыночка, даёт ему советы и подстрекает к решительным действиям. В финале была уничтожена Вондерботом Родни Нержавейкина, который бросил её в мусоросжигательный очаг.
- Пол Джаматти — Тим, привратник в фирме Бигвелда. Маленький, но очень ехидный. В финале был изгнан с торжества роботов, чем поплатился за своё предательство и ехидство.
- Стэнли Туччи — Хёрб Нержавейкин, отец Родни. Зарабатывает на жизнь мытьём посуды, но в глубине души всегда мечтал быть музыкантом и в финале его мечта осуществилась.
- Дэн Хедайя — мистер Ганк, владелец закусочной для роботов, в которой работает Нержавейкин-старший. Очень вспыльчив.
- Дайан Уист — Лидия Нержавейкина, мать Родни. Очень любит сына и гордится им.
- Наташа Лионн — Лоретта Шестерёнка, секретарша Поршня. Влюбляется в Тормоза, случайно познакомившись с ним на ежегодном благотворительном балу в «Бигвелд Индастриз».

## Критика
На вебсайте Rotten Tomatoes лента имеет 64% одобрения со средней оценкой 6.60 из 10 на основе 183 рецензий. Критический консенсус вебсайта гласит: «Роботы» впечатляют визуальным уровнем, но сюжет как будто сошёл со сборочного конвейера». На Metacritic фильм имеет 64 баллов из 100 на основе 33 рецензий, что соответствует статусу «В основном положительные отзывы».

## Игра
Вместе с мультфильмом была выпущена одноимённая видеоигра.